# Footwork FA17
El Footwork FA17 fue el coche con el que el equipo Footwork compitió en la temporada 1996 de Fórmula 1. Lo conducían el holandés Jos Verstappen, procedente de Simtek, y el brasileño Ricardo Rosset, egresado de la Fórmula 3000.

## Desarrollo
Tom Walkinshaw compró Footwork a uno de los fundadores originales del equipo Arrows, Jackie Oliver, a principios de temporada. Por lo tanto, 1996 se convirtió en un fracaso, ya que el equipo se centró en 1997. Esto fue un poco decepcionante, ya que la FA17 era competitivo a principios de año en manos de Jos Verstappen. El director técnico Alan Jenkins se fue al principio de la temporada con destino a Stewart. Walkinshaw lo reemplazó con Frank Dernie, quien se mudó de Ligier junto con Walkinshaw. La falta de desarrollo y la falta de potencia del motor Hart V8 hicieron que el equipo quedara al final de la parrilla al final de la temporada. Hart había planeado construir una unidad V10 pero no tenía fondos suficientes. El progreso se vio aún más obstaculizado por el contrato de pruebas del equipo con Bridgestone; el proveedor japonés de neumáticos se prepara para ingresar a la F1 en 1997. El FA17 fue el primer Arrows conducido por Damon Hill cuando fichó por el equipo antes de la temporada 1997.

## Descripción general
A lo largo de la temporada, Verstappen demostró ser el piloto de Footwork más rápido, pero su historial de confiabilidad fue pobre, terminando solo una carrera en la primera mitad de la temporada (en Buenos Aires, donde terminó sexto). Sufrió numerosos fallos mecánicos, incluido un acelerador atascado que provocó un gran accidente en Spa que le dejó con lesiones permanentes en el cuello. También causó un gran susto en Imola cuando salió temprano de una parada en boxes y arrancó la manguera de combustible del tanque, cubriendo el garaje con combustible inflamable. Por el contrario, Rosset fue sorprendentemente estable para un piloto novato, terminando la mitad de las carreras, pero fue notablemente más lento que su compañero de equipo. Al final, ninguno de los pilotos fue contratado para 1997; El campeón mundial Damon Hill tomó la sorprendente decisión de unirse al equipo después de haber sido abandonado por Williams, y Pedro Diniz, con el dinero de su patrocinio, fue elegido como su número dos.
El equipo finalmente terminó noveno en el Campeonato de Constructores, con un punto.

## Después de la Fórmula 1
El piloto austriaco Fritz Glatz utilizó un Footwork FA17 en la serie EuroBOSS de 2002. En la carrera de Most, después de una colisión, salió volando y el coche volcó. Glatz, que conducía bajo el seudónimo de “Frederico Careca”, murió a causa de una hemorragia interna y graves lesiones vertebrales.

## Resultados
(Clave) (negrita indica pole position) (cursiva indica vuelta rápida)

| Año     | Motor   | Neu. | N.º | Pilotos        | 1   | 2   | 3   | 4   | 5   | 6   | 7   | 8   | 9   | 10  | 11  | 12  | 13  | 14  | 15  | 16  | Puntos | Pos. |
| ------- | ------- | ---- | --- | -------------- | --- | --- | --- | --- | --- | --- | --- | --- | --- | --- | --- | --- | --- | --- | --- | --- | ------ | ---- |
| 1996    | Hart V8 | G    |     |                | AUS | BRA | ARG | EUR | SMR | MON | ESP | CAN | FRA | GBR | GER | HUN | BEL | ITA | POR | JPN | 1      | 9.º  |
| 1996    | Hart V8 | G    | 16  | Ricardo Rosset | 9   | Ret | Ret | 11  | Ret | Ret | Ret | Ret | 11  | Ret | 11  | 8   | 9   | Ret | 14  | 13  | 1      | 9.º  |
| 1996    | Hart V8 | G    | 17  | Jos Verstappen | Ret | Ret | 6   | Ret | Ret | Ret | Ret | Ret | Ret | 10  | Ret | Ret | Ret | 8   | Ret | 11  | 1      | 9.º  |
| Fuente: |         |      |     |                |     |     |     |     |     |     |     |     |     |     |     |     |     |     |     |     |        |      |